# ノーセット灯台
ノーセット灯台 (Nauset Light 、正式名称Nauset Beach Light ) は、アメリカ合衆国マサチューセッツ州イーストハムにある灯台。高さ48フィート (15 m)で、外板には鋳鉄とレンガが使用されている。

## 歴史
1877年、チャタムに2台の灯台の1つとして建設された。1923年、もう使われなくなった3つの小さな木製灯台からなるスリー・シスターズ・オブ・ノーセットと置き換えられ、イーストハムに移転した。これらはノーセット灯台の1,000フィート (300 m)西の狭い敷地にある。ノーセット灯台の本体は元々白であったが、1940年代、上半分を赤で着色して特徴ある灯台となった。
1955年、光は自動化し、灯台守の家は売却された。オリジナルのフレネルレンズは外されたが、ケープ・コッド国立海浜公園のソルト・ポンド観光案内所に展示されている。1990年代初等、海岸浸食のためノーセット灯台は70-フート (21 m)の崖から50フィート (15 m)未満しか離れていなかった。1993年、沿岸警備隊は灯台の閉鎖を計画した。市民の激しい抗議により、非営利団体ノーセット灯台保存会が組織されて資金が集められ、1995年、沿岸警備隊と賃貸借契約を結んだ。組織は1996年11月に当時崖から70-フート (21 m)しか離れていない、当初の場所から336フィート (102 m)西に灯台の移転を計画した。同年初頭に、より大きなハイランド灯台を同じくらいの距離を移転したインターナショナル・チムニー・コーポレーションにより、移転は成功した。
1998年、1955年から灯台守の家を所有していたメアリー・ドーベンスペックはアメリカ合衆国国立公園局に25年間の居住権と共にこの灯台守の家を寄付した。当時崖から23フィート (7.0 m)しか離れていなかった当初の場所から、移転した灯台のそばに移転し、1998年10月に完了した。ほぼ同時期に沿岸警備隊は灯台を国立公園に寄付し、ノーセット灯台保存会は民間としてその保全にあたることに同意した。夏季にはケープ・コッド国立海浜公園の観光客がツアーに訪れることができる
この灯台はケープ・コッド・ポテト・チップスのロゴに使われている。1987年、「ノーセット・ビーチ・ライト」としてアメリカ合衆国国家歴史登録財に認定された。

## 関連事項
- National Register of Historic Places listings in Barnstable County, Massachusetts